# Microsoft Lync
Microsoft Lync (Före detta Microsoft Office Communicator) och Microsoft Lync för Mac  är en Snabbmeddelande-klient baserat på Microsoft Lync Server för att ersätta Windows Messenger till företagsanvändning.
Lync är ett kommunikationsverktyg byggd i företagssyfte för att öka unified communication(UC).
Interna snabbmeddelanden samt interna VoIP samtal.